# Кунц, Герман
Герман Кунц (нем. Hermann Kunz; 12 марта 1847, Огрозен, ныне в составе города Фечау — 29 октября 1905) — немецкий военный историк.
Автор многочисленных сочинений по истории франко-прусской войны 1870—71 — в том числе книг «Битва при Вёрте» (1891), «Немецкая кавалерия в боях и сражениях войны 1870-71 гг.» (нем. Die deutsche Reiterei in den Schlachten und Gefechten d. Krieges von 1870—71; 1895), «Участие немецких егерских батальонов в войне 1870-71 гг.» (нем. Die Thätigkeit d. deutschen Jägerbataillone im Kriege von 1870—71; 1896), «Кампания Первой немецкой армии на севере и северо-западе Франции в 1870—1871 гг.» (нем. Der Feldzug d. Ersten deutschen Armee im Norden und Nordwesten Frankreichs 1870—71; 1900—1901), а также выходившей в 1897—1904 гг. серии публикаций под общим названием «Военно-исторические примеры из германско-французской войны 1870-71 гг.» (нем. Kriegsgeschichtliche Beispiele aus dem Deutsch-Französischen Kriege von 1870—71).
Помимо этого, Кунцу принадлежат книги о военной кампании Польского восстания 1831 года (нем. Der poln.-russ. Krieg von 1831; 1890) и об итальянских походах фельдмаршала Радецкого в ходе Австро-итальянской войны 1848—1849 гг. (нем. Die Feldzüge des Feldmarschalls Radetzky in Oberitalien 1848 und 1849; 1890), а также серия публикаций «Тактические примеры из войн новейшего времени, 1880—1900» (нем. Taktische Beispiele aus den Kriegen der neusten Zeit 1880—1900; 1901—1902).